# Ґоморра (телесеріал)
Ґоморра (італ. Gomorra. La serie) — італійський телесеріал, створений за мотивами однойменних роману Роберто Савіано. Прем'єра телесеріалу відбулась 6 травня 2014 року на телеканалі «Sky Italia». У Великій Британії прем'єра телесеріалу відбулася 4 серпня 2014 року на каналі «Sky Atlantic», 24 серпня 2016 року телесеріал показали в США на каналі «SundanceTV». Телесеріал було продано у 170 країн світу.

## Синопсис
Події розгортається у Неаполі. У телесеріалі йдеться про долі людей, які так чи інакше пов'язані з кланом Савастано,  на основі клану Соларе (реального життя) який протягом багатьох десятиліть наводить страх на мешканців міста.

## У ролях
Головні
- Марко Д'Аморе[en] — Чіро Ді Марція «Безсмертний», член мафіозного клану Савастано;
- Фортунато Черліно[en] — П'єтро Савастано, очільник клану Савастано;
- Сальваторе Еспозіто[en] — Дженнаро «Дженні» Савастано, син П'єтро;
- Марія Піа Кальцоне[en] — Імма Савастано, дружина П'єтро;
- Марко Пальветті[it] — Сальваторе Конте, голова клану Конте, ворогуючого з Савастано;
- Фабіо де Каро — Малам, член клану Савастано;
- Джанні Парізі[it] — дон Джерландо Леванте, голова клану з Казерта, дядько Дженні Савастано;
- Джанфранко Ґалло[it] — дон Джузеппе Авітабіле;
- Івана Лотіто[it] — Аззурра Авітабіле, дочка Джузеппе Авітабіле;
- Крістіна Донадіо[it] — Анналіза Магліокка, сестра Дзекінетти;
- Артуро Муселлі — Енцо Вілла, голова клану з Неаполя;
- Андреа Ді Марія[it] — Елія Капаччо, капокаморри, онука дона Анієлло Пасторе;
- Крістіана Делль'Анна[it] — Патріція Санторо.

Другорядні
- Массіміліано Россі — Дзекінетта, член клану Савастано;
- Нелло Маскія[it] — дон Анієлло Пасторе, голова клану з Неаполя;
- Ґаетано Ді Вайо[it] — Барончіно, член клану Савастано;
- Іван Бораґіне[it] — Мішель Касілло, член клану Савастано;
- Джованні Аллокка — Вітале Зінґаро, член клану Савастано;
- Клаудіо Корінальдесі — Аньєлло Афрікано, член клану Савастано;
- Волтер Ліппі — Карлучелло, член клану Савастано;
- Міммо Еспозіто[it] — Ренато Болетта, член клану Савастано;
- Антоніо Міло[it] — Аттіліо Діоталлеві, член клану Савастано;
- Еміліо Вакка — Альфредо Ліска, член клану Савастано.

## Сезони
| Сезон | Епізоди | Епізоди | Оригінальний показ | Оригінальний показ |
| Сезон | Епізоди | Епізоди | Перший показ       | Останній показ     |
| ----- | ------- | ------- | ------------------ | ------------------ |
| 1     | 12      | 12      | 6 травня 2014      | 10 червня 2014     |
| 2     | 12      | 12      | 10 травня 2016     | 14 червня 2016     |
| 3     | 12      | 12      | 17 листопада 2017  | 22 грудня 2017     |
| 4     | 12      | 12      | 29 березня 2019    | 3 травня 2019      |

## Сюжет

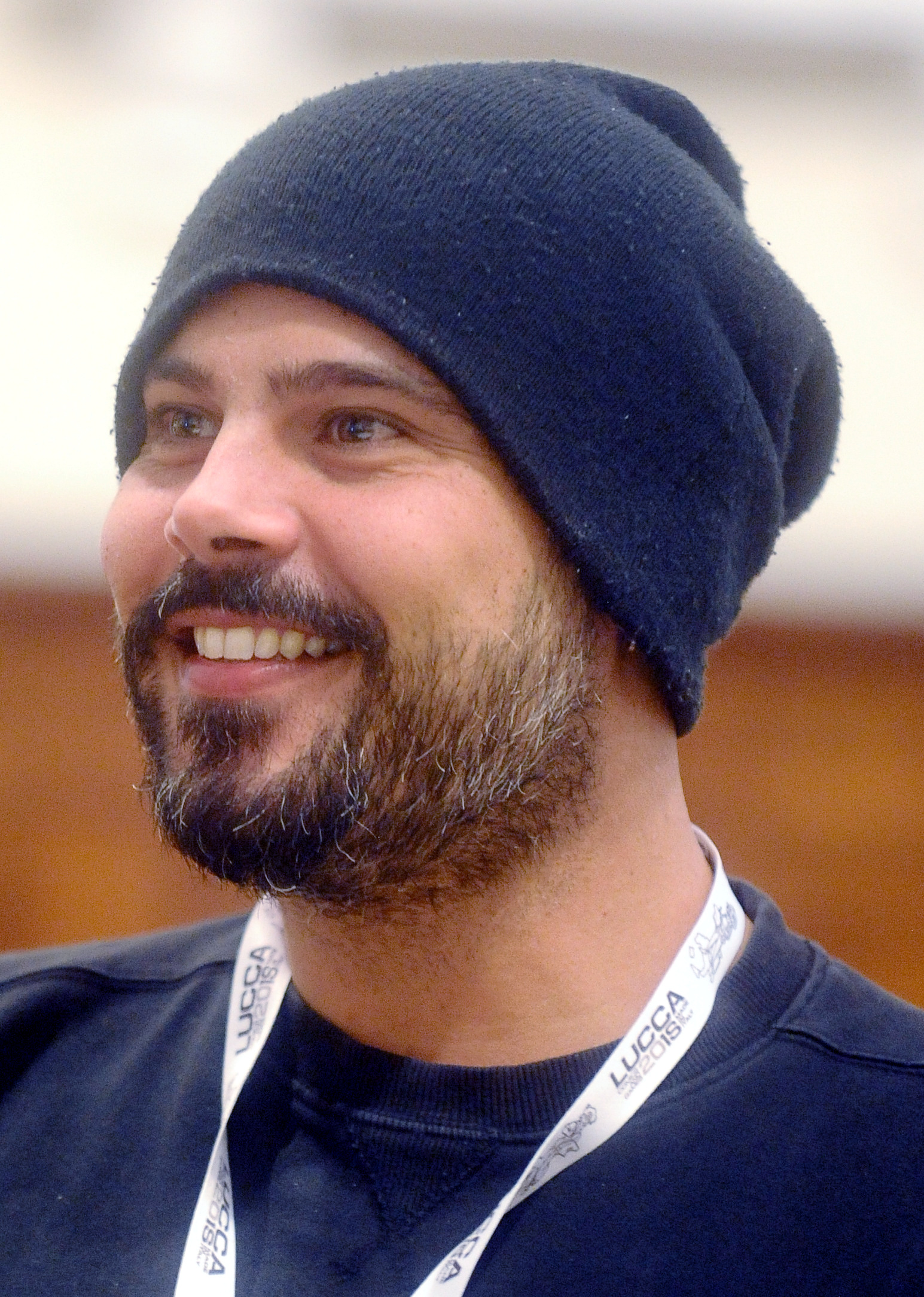
Чиро «Безсмертний»

Чіро Ді Марція, якого називають «Безсмертний» через його вміння виходити із бійок неушкодженим, разом із другом підпалюють двері квартири очільника ворожого клану Конте, що є їхнім конкурентом у нелегальній торгівлі наркотиками. Той мститься, розстрілюючи кав'ярню супротивників. П'єтро Савастано наказує своїм людям покінчити із ворогами, і під час перестрілки гине кращий друг Чиро. Дженнаро «Дженні» Савастано на чужій території образив сина голови іншого клана. Люди Савастано вважають Дженні простим мажором, не здатним після смерті батька очолити їх. Поліція конфіскує велику партію наркотиків, що належала Севастано. Вони дізнаються, що мають «крота», який згоден свідчити проти них. П'єтро вбиває одного із членів банди, думаючи, що то зрадник. Дженнаро розбивається на мотоциклі і потрапляє до лікарні. Батько поспішає до нього, і його зупиняють за перевищення швидкості. Знайшовши у авто велику сумку грошей, поліцейські затримують П'єтро. З'ясовується, що «кротом» був Чиро, але, розуміючи, що тепер він може отримати значно більшу владу у банді, чоловік вирішує більше не зв'язуватися із поліцією.
Керівник в'язниці, куди помістили П'єтро, виявився непідкупним: він забороняє голові клану мати мобільний, а це перешкоджає тому вести бізнес. Угрупування темношкірих забажало зменшити частку грошей, яку вони повинні виплачувати Савастано. Для цього один із них спеціально потрапляє у в'язницю до П'єтро. Після деяких суперечок той погоджується на зменшення долі в обмін на допомогу у влаштуванні заколоту проти керівника в'язниці. Останній змушений погодитися на мобільний. Савастано телефонує на волю своїм людям і всупереч угоді віддає їм наказ покарати темношкірих. Під час нальоту Дженні знову показує себе слабаком. Виявляється керівник в'язниці наказав прослуховувати телефон Савастано, і завдяки отриманим таким чином доказам П'єтро помістять у ще більш суворі умови утримання.
Старший Савастано говорить дружині, щоб дозволила сину керувати кланом за допомоги Чиро, але Імма розуміє, що Денні ще слабкий. Вона відправляє сина в Гондурас домовлятися про закупівлю наркотиків, а щоб позбавитися Чиро, каже нібито П'єтро наказує йому їхати в Іспанію і миритися із Сальваторе Конте, якому він же підпалив квартиру. «Безсмертний» їде і завдяки своїй мужності укладає необхідну угоду.
Імма намагається взяти керування кланом на себе. Їй навіть вдається знову наладити розповсюдження наркотиків, але повертається Джанеро. Переживши страшні знущання у чужій країні, хлопець став жорстоким. Він більше не дозволяє Чиро керувати собою. Проходять вибори мера їхнього міста, і Дженні агітує свого друга балотуватися. Завдяки погрозам конкурентам та виборчій «каруселі» тому вдається виграти.
Чиро задумав «скинути» Дженні, але не прямо повставши проти нього, а влаштувавши війну проти іншого клана. Він найняв зовсім молодого хлопця Даніеле вбити одного зі ставлеників Конте. Після виконання завдання кілера мали прибрати, але той утік. Чиро викрав його дівчину і вбив. Даніеле зізнався у вбивстві своєму старшому братові, який працює у Конте водієм. Той вимушений розказати про брата хазяїну, надіючись на його милість, але Сальваторе, дізнавшись, хто найняв хлопця, вбиває його.
Молоді члени банди підбурюють Дженні знищити клан Конте, а «старі» нагадують, що разом у них краще йдуть справи, і хай все залишиться, як є. Молодь зовсім знахабніла і починає вбивати старших членів їхнього угрупування. Дженні йде до батька за порадою, але той ледве рухається і не реагує на нього. Імма отримує аудіозапис того, як Чиро убивав дівчину. Жінка шантажує Безсмертного, вимагаючи знищити Конте, але люди Чиро убивають її. Дженні знайшов у її речах диск і наказує влаштувати пастку колишньому другу, але той уже змовився із Сальваторе. Чиро стріляє у молодшого Савастано і думає, що вбив його. Через поганий стан здоров'я П'єтро перевозять у іншу в'язницю. Дорогою на авто чинять напад і звільняють старшого Савастано.

## Виробництво
Фільмування першої серії першого сезону почалися у серпні 2013 року. Серіал фільмували у Неаполі, Мілані, Феррарі, Ментоні та Барселоні. Вуличні сцени фільмували в Неаполі, у його північному районі Секондільяно. 14 квітня 2015 року почали фільмувати другий сезон у Кельні (Німеччина), у червні в Нолі (регіон Кампанія). Деякі цени фільмували у Римі, Бергамо, Мілані, Трієсті, Хорватії та Гондурасі. 6 листопада 2015 року фільмування сезону було завершено. У жовтні 2016 року розпочалось фільмування третього сезону. Фільмування сезону тривало до 7 червня 2017 року. Фільмування четвертого сезону розпочалось 16 квітня 2018 року та закінчилось 29 листопада того ж року. Телесеріал фільмували у Поджомарино, Лондоні, Болоньї та Реджо-Емілії. 

## Оцінки
Телесеріал був тепло прийнятий критиками. У рецензії «Variety» підкреслювалася «майже клінічна точність» у розкритті сутності камори, а сам телесеріал був оцінений вище, ніж стрічка режисера Маттео Ґарроне «Ґоморра». Високо було оцінено працю творчої групи телесеріалу. Інші рецензенти відзначали правдоподібність серіалу.